# Schwarz’sches Palais

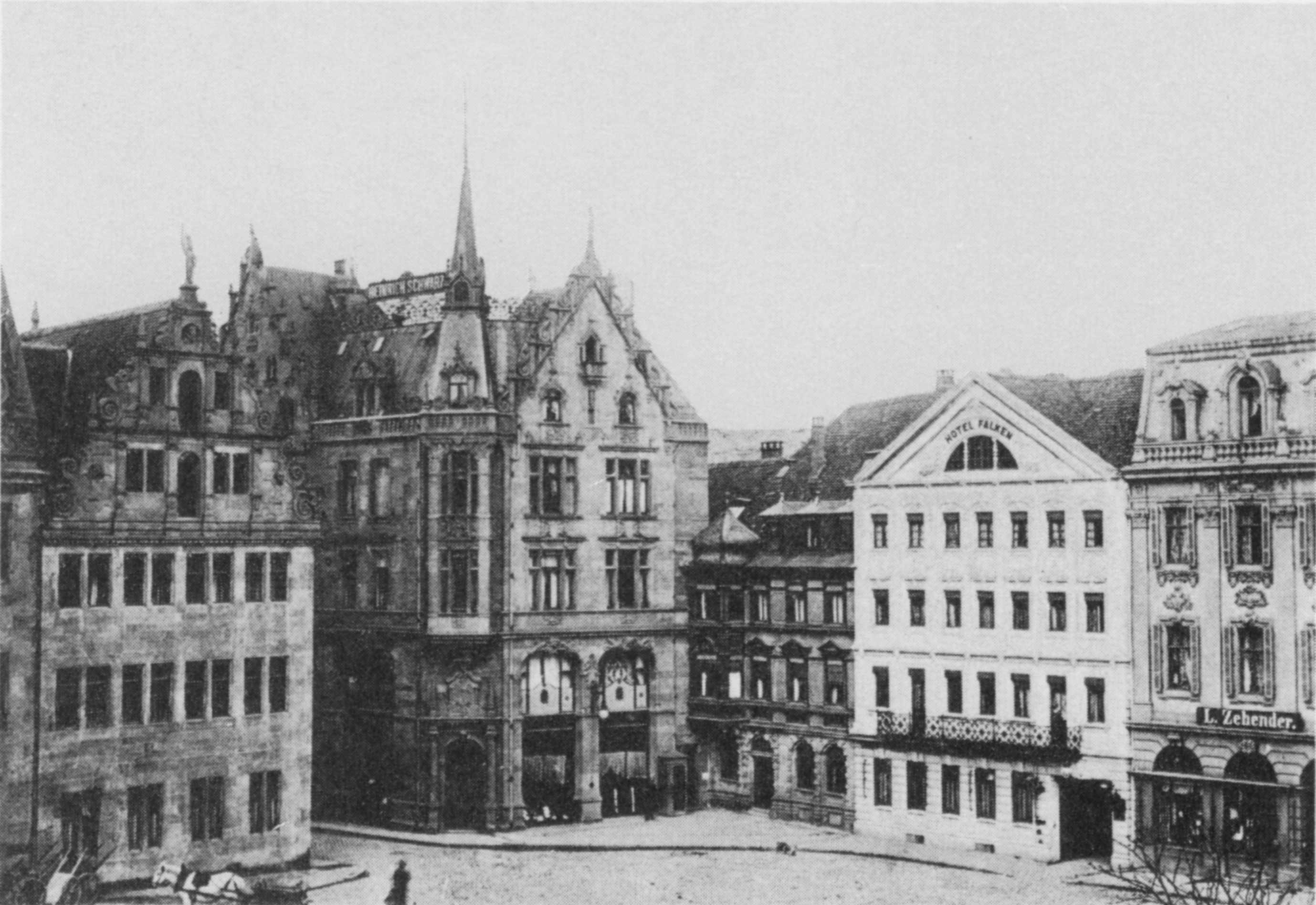
Patrizierhaus Schwarz (zweites von links)

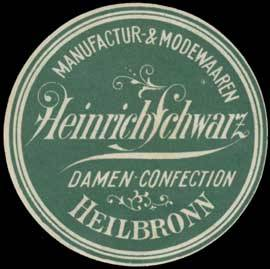
Reklamemarke der Manufaktur & Modewaren Heinrich Schwarz

Das Schwarz’sche Palais war ein historisches Gebäude am Marktplatz 9 in Heilbronn.

## Geschichte
Heinrich Schwarz erwarb 1890 die Häuser Kieselmarkt 4 und 5 in Heilbronn, um an ihrer Stelle im Jahre 1898 ein vierstöckiges Kauf- und Versandhaus für Textilien mit Aufzug, elektrischer Beleuchtung und sog. „Lichtzimmern“ zu errichten. Das Haus war ein historistisches Gebäude, in der Variante der Neogotik aus der Gründerzeit. Die Fenster der Fassade zeigten als Sturz Eselsrückenbogen und den oberen Fassadenabschluss bildete ein Treppengiebel  mit gotisch anklingenden Filialen. Ein Turmerker befand sich über der abgeschrägten Ecke. 1917 übernahm Gottlob Baeuerle das Geschäft, der bereits seit 1904 als Teilhaber der offenen Handelsgesellschaft mitgearbeitet hatte. Nach dem Luftangriff auf Heilbronn wurde der Wiederaufbau des Hauses aus städtebaulichen Gründen nicht genehmigt und die Firma Heinrich Schwarz zog an die Ecke Klarastraße/Wollhausstraße. 1950 erfolgte der Abbruch der Gründerzeit-Fassade des Hauses Schwarz am Marktplatz und der Rathaus-Anbau wurde an seiner Stelle gebaut.